# Kopfleuchten
Kopfleuchten ist ein deutscher Fernseh-Dokumentarfilm von Mischka Popp und Thomas Bergmann (Buch, Regie und Sprecher) aus dem Jahr 1998, der sich mit den Themen neurologische Erkrankungen, Hirnverletzungen, Schlaganfälle und Psychosen beschäftigt.

## Handlung
Der Film porträtiert anhand ausgewählter Beispiele Personen mit neurologischen Erkrankungen, welche durch ihre Erkrankung ihre Umwelt anders wahrnehmen als gesunde Menschen. Teilweise fehlt ihnen seit einem schweren gesundheitlichen Schaden die Erinnerung, manche zeigen Probleme in der Sprachformulierung. Der Film zeigt unterschiedliche Facetten neurologischer Probleme und die Auswirkungen auf den Alltag und das Umfeld der betroffenen Personen.

## Hintergrund
Beide Regisseure bezeichnen ihren Film als „eine Reise, eine Expedition“ in eine Welt der neurologischen Funktionen und Fehlfunktionen. Dabei steht der Begriff Kopfleuchten für diese Andersartigkeit in Wahrnehmung und Ausdruck. Zu Wort kommen im Film Betroffene und Angehörige sowie Neurologen.

## Auszeichnungen
Kopfleuchten wurde 2000 mit dem Adolf-Grimme-Preis in der Kategorie Information und Kultur ausgezeichnet.